# Tsubame
Tsubame (燕市 -shi) é uma cidade japonesa localizada na província de Niigata.
Em 2003 a cidade tinha uma população estimada em 43 383 habitantes e uma densidade populacional de 1 104,74 h/km². Tem uma área total de 39,27 km².
Recebeu o estatuto de cidade a 31 de Março de 1954.

## Cidades-irmãs
- Sheboygan, Estados Unidos
- Dundee, Estados Unidos e Tsubame têm um programa de intercâmbio através de suas escolas locais.